# Copa Rio Sul de Futsal de 2017
A Copa Rio Sul de Futsal de 2017, também chamada de Copa Rio Sul de Futsal 25 Anos, foi a 25ª edição da Copa Rio Sul de Futsal. Nesta edição, o torneio iniciou-se no dia 18 de março de 2017, e teve sua final sendo disputada no dia 10 de junho, com a equipe de Barra Mansa sagrando-se a grande campeã pela 11a vez.
Para este ano aconteceram algumas mudanças importantes no formato e no regulamento da competição. Só puderam participar atletas da área de cobertura da TV Rio Sul, idealizadora do torneio. Outra novidade é que a segunda fase está abolida e o mata-mata começa já nas quartas de final.

## A Competição

### Fase de Grupos

#### Critérios de Desempate
Na fase de grupos, se duas equipes da mesma chave estiverem com o mesmo número de pontos, o primeiro critério de desempate é o confronto direto. Se persistir o empate, os critérios seguintes são: saldo de gols, maior número de gols feitos, menor número de gols sofridos, gol average (número de gols marcados, dividido pelo número de gols sofridos, ficando classificada a equipe que obtiver maior quociente) e, por último, a realização de um jogo extra.
Os 2 primeiros de cada grupo da 1a fase se classificam para as quartas de final, onde as equipes do grupo A enfrentam as do grupo C, enquanto os classificados do grupo B pegam os do grupo D. Os primeiros colocados de cada chave jogam a segunda e decisiva partida diante de sua torcida.

#### Grupo A
| Class. | Time        | Pts | V | E | D | GF | GC | SG  |
| ------ | ----------- | --- | - | - | - | -- | -- | --- |
| 1      | Barra Mansa | 13  | 4 | 1 | 1 | 27 | 17 | 10  |
| 2      | Resende     | 13  | 4 | 1 | 1 | 27 | 22 | 5   |
| 3      | Sapucaia    | 9   | 3 | 0 | 3 | 26 | 16 | 10  |
| 4      | Quatis      | 0   | 0 | 0 | 6 | 14 | 39 | -25 |

#### Grupo B
| Class. | Time           | Pts | V | E | D | GF | GC | SG  |
| ------ | -------------- | --- | - | - | - | -- | -- | --- |
| 1      | Vassouras      | 13  | 4 | 1 | 1 | 31 | 20 | 11  |
| 2      | Três Rios      | 12  | 4 | 0 | 2 | 28 | 24 | 4   |
| 3      | Itatiaia       | 6   | 2 | 0 | 4 | 31 | 32 | -1  |
| 4      | Rio das Flores | 4   | 1 | 1 | 4 | 18 | 32 | -14 |

#### Grupo C
| Class. | Time      | Pts | V | E | D | GF | GC | SG  |
| ------ | --------- | --- | - | - | - | -- | -- | --- |
| 1      | Mendes    | 15  | 5 | 0 | 1 | 44 | 20 | 24  |
| 2      | Paracambi | 9   | 3 | 0 | 3 | 31 | 34 | -3  |
| 3      | Piraí     | 9   | 3 | 0 | 3 | 28 | 27 | 1   |
| 4      | Valença   | 3   | 1 | 0 | 5 | 20 | 42 | -22 |

- Piraí, terminou com o mesmo número de pontos de Paracambi, mas ficou atrás pelo primeiro critério de desempate: o confronto direto

#### Grupo D
| Class. | Time             | Pts | V | E | D | GF | GC | SG  |
| ------ | ---------------- | --- | - | - | - | -- | -- | --- |
| 1      | Paulo de Frontin | 13  | 4 | 1 | 1 | 27 | 19 | 8   |
| 2      | Rio Claro        | 12  | 3 | 3 | 0 | 21 | 12 | 9   |
| 3      | Volta Redonda    | 5   | 1 | 2 | 3 | 16 | 28 | -12 |
| 4      | Barra do Piraí   | 2   | 0 | 2 | 4 | 18 | 23 | -5  |

### 4as de Finais

#### Critérios de Desempate
As quartas de final serão disputadas em jogos de ida e volta. Os times do grupo A cruzam com os do grupo C, e os do grupo B enfrentam os classificados do grupo D. O primeiro de cada chave jogará a segunda e decisiva partida em casa, enfrentando o segundo colocado da outra. Caso haja dois empates, ou se cada equipe vencer uma partida, independente do placar agregado, as equipes disputarão uma prorrogação de dois tempos de cinco minutos, com o placar zerado. Se o tempo extra terminar empatado, avança para a semifinal a equipe com a melhor campanha.

#### Confrontos
| Time        | Jogo1 | Jogo2 |
| ----------- | ----- | ----- |
| Barra Mansa | 4     | 7     |
| Paracambi   | 3     | 4     |

| Time      | Jogo1 | Jogo2 |
| --------- | ----- | ----- |
| Vassouras | 4     | 4     |
| Rio Claro | 3     | 4     |

| Time    | Jogo1 | Jogo2 |
| ------- | ----- | ----- |
| Mendes  | 6     | 7 (3) |
| Resende | 9     | 1 (3) |

| Time             | Jogo1 | Jogo2 |
| ---------------- | ----- | ----- |
| Paulo de Frontin | 3     | 9     |
| Três Rios        | 3     | 0     |

### Semifinais

#### Critérios de Desempate
As semifinais serão disputadas em jogos de ida e volta, com critérios idênticos aos das quartas de final. Caso haja dois empates, ou se cada equipe vencer uma partida, independente do placar agregado, será disputada uma prorrogação de dois tempos de cinco minutos, com o placar zerado. Se o tempo extra terminar empatado, avança para a semifinal a equipe com a melhor campanha, somando, além da campanha na primeira fase, os pontos conquistados nos dois jogos das quartas de final. O cruzamento é o seguinte: de um lado, o "1º A" ou o "2º C" encara o "1º B" ou o "2º D". Do outro lado, o "1º C" ou o "2º D" enfrenta o "1º D" ou o "2º C". Isso para que os times do mesmo grupo na primeira fase só possam se reencontrar se chegarem juntos à decisão.

#### Confrontos
| Time        | Jogo1 | Jogo2 |
| ----------- | ----- | ----- |
| Barra Mansa | 4     | 6     |
| Vassouras   | 2     | 2     |

| Time             | Jogo1 | Jogo2 |
| ---------------- | ----- | ----- |
| Mendes           | 3     | 4 (0) |
| Paulo de Frontin | 7     | 3 (3) |

### Disputa do 3o Lugar
| 10 de Junho de 2017 | Mendes          | 4x3      | Vassouras             | Ginásio da Ilha São João, em Volta Redonda |
| 10h                 | Juninho · Pablo | Detalhes | Biel contra' · Wagner |                                            |

### Final

#### Critérios de Desempate
Os dois classificados para a grande decisão se enfrentarão em jogo único, disputada no Ginásio da Ilha São João, em Volta Redonda, no dia 10 de junho, um sábado, com transmissão ao vivo pela TV Rio Sul. Empate no tempo normal dá o título ao time que acumulou a melhor campanha até a final, somando os pontos da primeira fase, das quartas de final e das semifinais. Não há prorrogação.

#### Detalhes da Partida
| 10 de Junho de 2017 | Barra Mansa                          | 6x5      | Paulo de Frontin                   | Ginásio da Ilha São João, em Volta Redonda |
| 14h                 | Lc · Walace · Bruno Assis · Fabrício | Detalhes | André · Fabrício contra' · Matheus |                                            |

## Premiação

### Campeão
| Copa Rio Sul de Futsal de 2017   |
| -------------------------------- |
| Barra Mansa Campeão (11o Título) |

### Prêmios Individuais
- Atleta destaque: André, de Paulo de Frontin
- Artilheiro: Mateus, de Itatiaia (13 gols)
- Melhor goleiro: Luquinha, de Barra Mansa
- Melhor técnico: Fernando Mariano (Naninho), de Barra Mansa
- Atleta do bem: Canguinha, goleiro de Barra Mansa